# Ligue sportive
Une ligue sportive est un regroupement de plusieurs associations ou clubs de sport amateurs ou professionnels qui s'affrontent au sein d'une compétition commune. Parfois, le terme désigne la compétition elle-même, comme pour la Ligue des champions de l'UEFA ou la Ligue Europa. 
Les ligues fantasy sont des ligues sportives virtuelles où les joueurs endossent le rôle d'entraîneurs disposant d'un budget fictif. 